# BMP–1

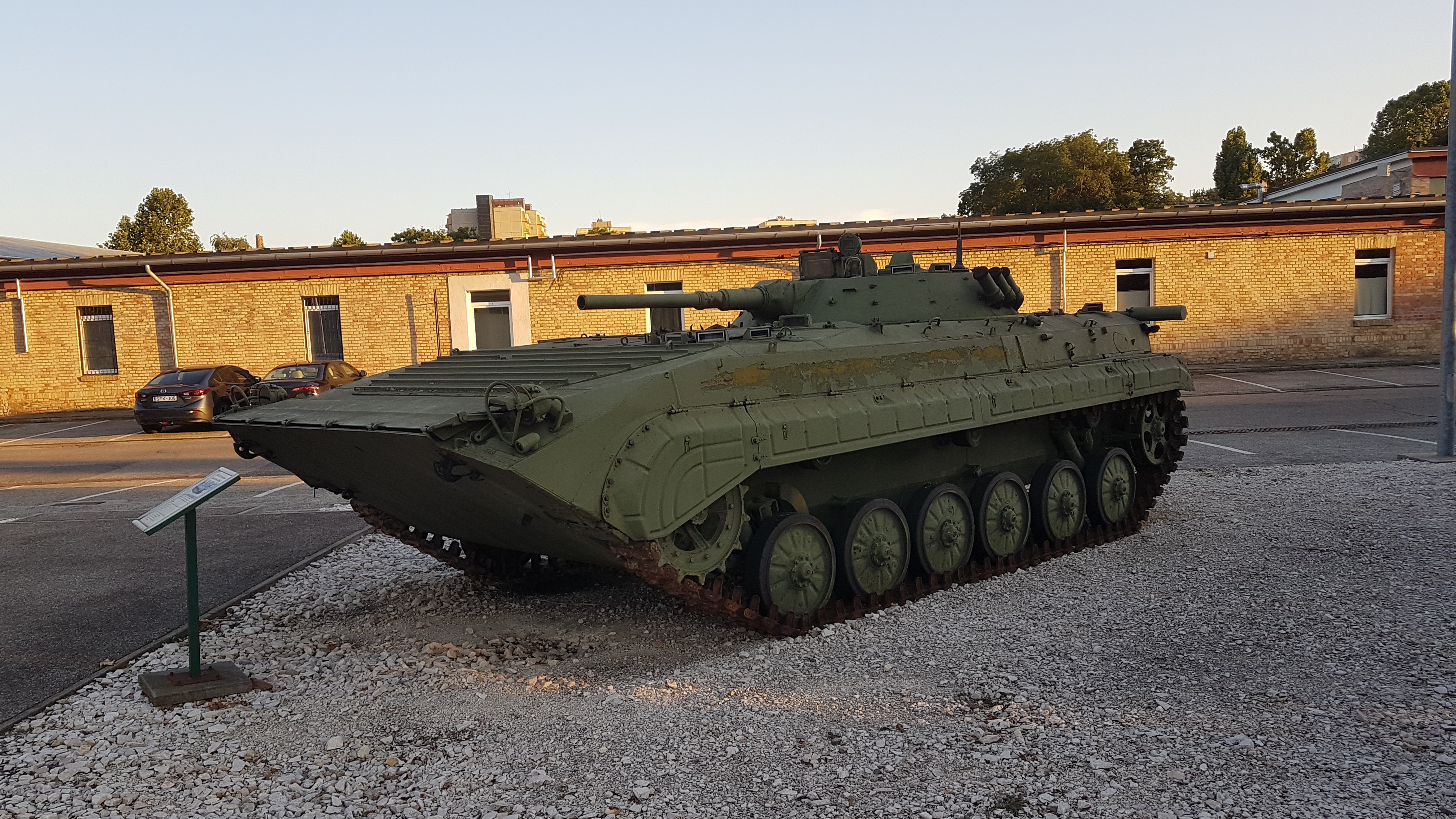
A Nemzeti Közszolgálati Egyetem Hadtudományi és Honvédtisztképző Karán kiállított BMP–1

A BMP–1 (oroszul: БМП – Боевая машина пехоты / Bojevaja masina pehoti; magyarul: gyalogsági harcjármű) a Szovjetunióban az 1960-as évek első felében, a Cseljabinszki Traktorgyárban (CSTZ) Pavel Iszakov főkonstruktőr vezetésével kifejlesztett úszóképes gyalogsági harcjármű. 1966-ban rendszeresítették a Szovjet Hadseregben. Az 1980-as években a gépesített lövész alakulatoknál a BMP–2 váltotta fel. Harci körülmények között először a jóm kippuri háborúban alkalmazták.

## Története
1965-ben a CSTZ tervezőirodájában többféle változatot dolgoztak ki. Ezek ideiglenesen a 765-ös gyártmányjelzést kapták. A prototípusokkal végzett kísérletek után a 765Szp1 lett a sorozatgyártású változat alapja. A nyilvánosság előtt 1967-ben, a november 7-i moszkvai díszszemlén mutatták be. Sorozatgyártása 1966–1983 között folyt a Kurganmaszavod gépgyártó vállalatnál.
A BMP–1 gyártási jogát Románia és Csehszlovákia is megvásárolta. Csehszlovákiában az eredeti szovjet változatot lényegi módosítások nélkül, BVP–1 típusjellel gyártották. Romániában jelentős módosításon esett át a harcjármű. Átalakították a tornyot, módosították a méreteit, és amerikai motort kapott. Az MLI–84 típusjelű harcjármű tömege az átalakítások miatt nagyobb lett, mint az eredeti BMP–1-é.

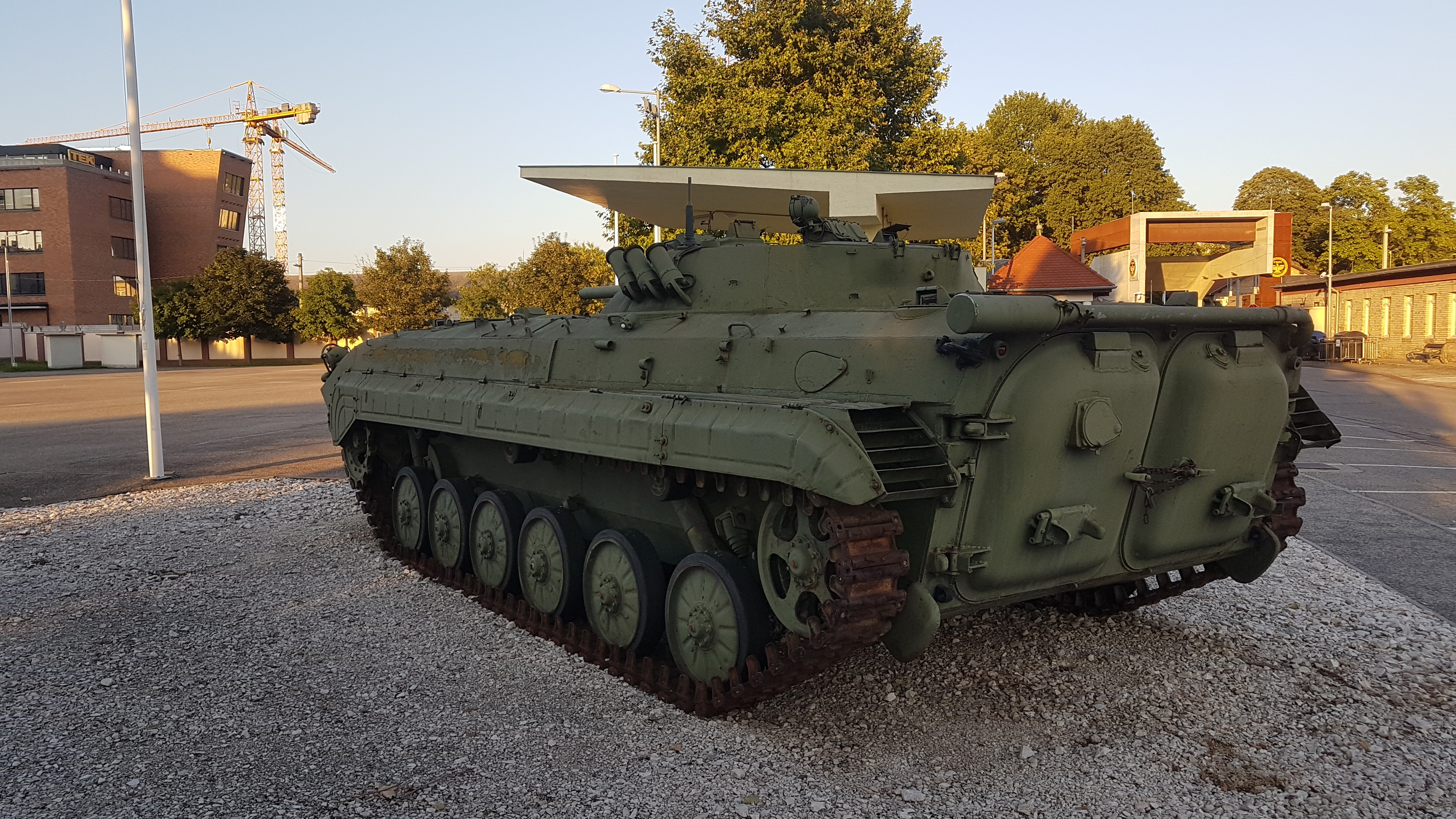

## Szerkezeti kialakítása

### Páncéltest
A páncéltest hengerelt acéllemezből készült hegesztett konstrukció. Jellegzetessége a páncéltest erősen döntött homloklemezei. Elülső részében kaptak helyet az erőátviteli berendezések, mögötte, jobb oldalon a motor, balra a vezető és a parancsnok munkahelye. A járműtest közepén található a torony, mögötte pedig a deszanttér. A páncéltest tetején több nyílás található. A homlokrész felső lemezén kialakított szerelőnyílásokon keresztül elérhető az erőátviteli egység, a motor és a hűtőberendezés. A páncéltest tetőlemezén búvónyílást alakítottak ki a vezető és a parancsnok részére, valamint a deszant tér fölött négy nyílás helyezkedik el.
A harcjármű védekezőképességének fokozására a deszanttér oldalán 3–3 tüzelőnyílást alakítottak ki a szállított lövészek számára. A páncéltesten levő nyílásokba gömbcsuklóval illeszkedő fegyverrögzítők kerültek, melyek segítségével a lövészek a harcjármű elhagyása nélkül, saját rendszeresített fegyvereikkel tudnak tüzelni. Ezeket a nyílásokat elforgatható csepp alakú takarólemezek fedik.

### Futómű

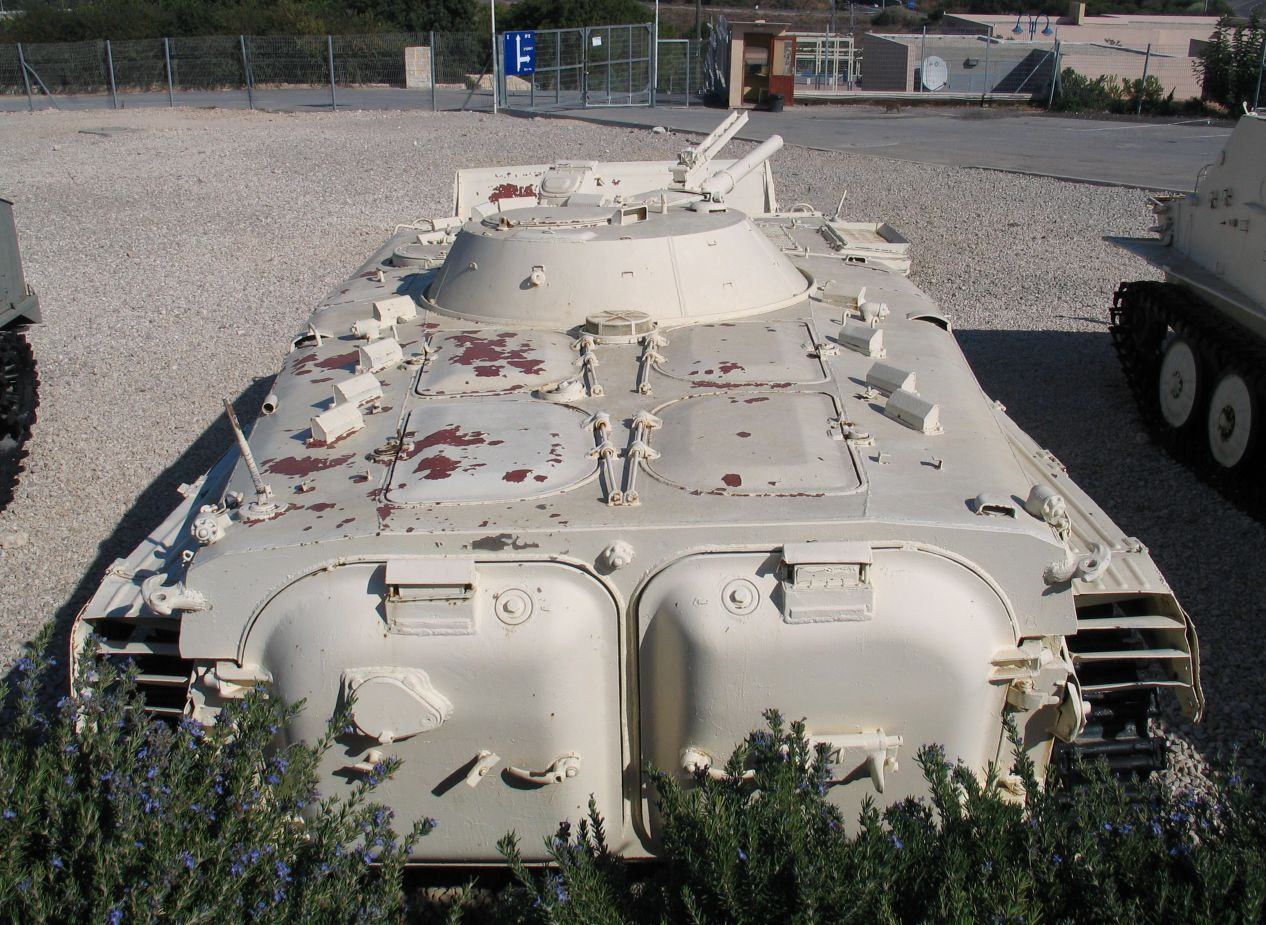
A páncéltest hátulról nézve. A jármű hátulján megfigyelhető a deszanttér két ajtaja, valamint a páncéltest tetején jól látható a négy nyitható fedél.

A BMP–1 úszóképes, de hajócsavarral, vagy külön vízsugárhajtással nem rendelkezik. A vízi meghajtását is a lánctalp szolgáltatja, annak ellenére, hogy annak alsó és felső ága is vízben van. A lánctalp mögött a hátsó feszítőgörgőnél helyezték el az áramlásleválasztó lapátrendszert, ami a lánctalppal érintőlegesen áramló vizet hátrafelé irányítja, ennek reaktív ereje adja a hajtóerőt. A vízen elérhető sebesség csak 7–9 km/h, ami ellenséggel közvetlen harcérintkezésben végrehajtott folyóátkelésnél kedvezőtlen, de ez a megoldás helytakarékos és tömegcsökkentést eredményezett.

### Motor és erőátviteli berendezések
A BMP–1-be egy hathengeres, V-hengerelrendezésű, négyütemű, folyadékhűtésű, közvetlen befecskendezésű UTD–20 típusú dízelmotort építettek, melyet a Barnauli Közlekedési Gépgyár (Barnaultranszmas) gyártott. Gázolajjal és kerozinnal (TSZ–1 jelű) is működik. A motor száraz tömege 700 kg, befoglaló méretei 792 mm × 1150 mm × 732 mm, hengerátmérője és lökete egyaránt 150 mm. A két hengersor 120 fokos szöget zár be egymással. 2600 1/perc fordulatszámon a motor 220 kW (300 LE) teljesítményt ad le, fajlagos üzemanyagfogyasztása 238 g/kW·h (175 g/LE·h). A motor alapvető indítási módja sűrített levegős, de elektromos indítómotorral is indítható.
A jármű motorja nem rendelkezik hűtőventilátorral, a hűtőn átáramló levegőt a kipufogógáz fúvókákon való kiáramoltatásával létrehozott gázsugár-szivattyú (elszívó) hozza mozgásba.
A harcjármű fő üzemanyagtartálya a deszanttér középső részén helyezkedik el. A hatótávolság növelése érdekében azonban a deszanttér hátsó ajtajaiban is üzemanyagtartályokat alakítottak ki.

## Fegyverzete

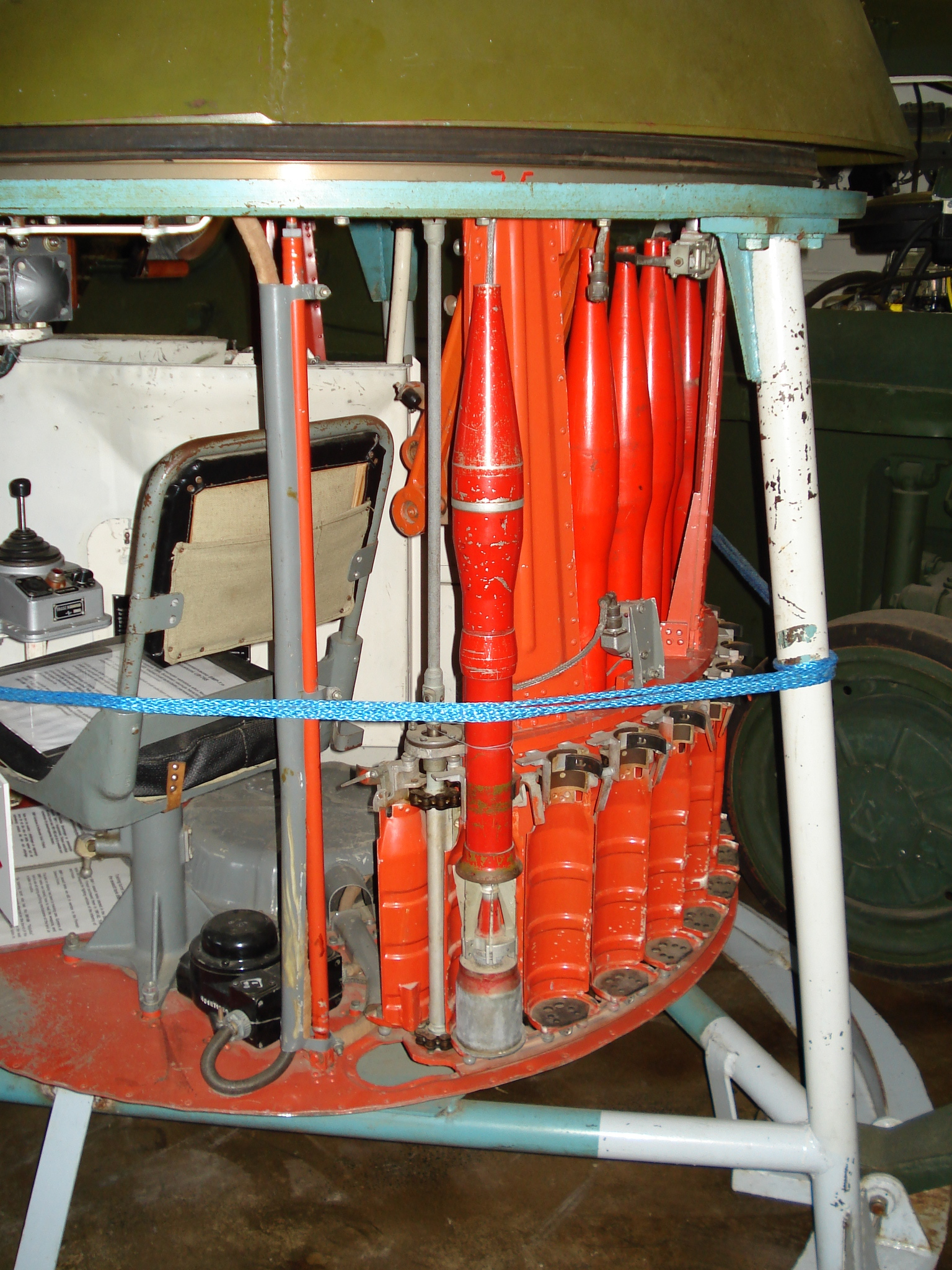
A BMP–1 tornyának gyakorló modellje, a kép jobb oldalán a lőszerek tárolására szolgáló konvejor (piros színnel) látható, rajta a PG–15V kumulatív gránátok gyakorló változatával

A harcjármű fegyverzetét a páncéltest középső részében elhelyezett kúpos toronyba építették be. Fő fegyverzete a 2A28 Grom típusú, rövid, simacsövű 73 mm–es ágyú. Vele párhuzamosítva építették be a 7,62 mm-es PKT géppuskát. Az lövegpajzson kapott helyet a 9M14 Maljutka irányított páncéltörő rakétarendszer indítósínének csatlakozóberendezése. Az ágyú és a géppuska blokkja függőleges síkban –4° és +30° között mozgatható (célzott lövés azonban csak max. +15°-ig adható le). A torony és az ágyú mozgatása elektromechanikus, de lehetőség van kézi mozgatásra is. A tornyot és fegyvereket az elektromos motorok gyors mozgatásnál 6–20 rad./s. szögsebességgel, a finom mozgatásnál 0,007–0,1 rad./s. szögsebességgel mozgatják. A torony előtt elhelyezkedő parancsnoki búvónyílás fedele nyitott állapotban a lövegcső mozgásának terébe esik. Ezért a fedél nyitott helyzetét egy relé érzékeli, és a torony, valamint a löveg mozgását is behatárolja.

### Harckocsiágyú
A 2A28 ágyú a páncélozott célok és élőerő ellen alkalmazható. A löveghez a páncélozott célok ellen a PG–15V kumulatív harci résszel ellátott gránátokat alkalmazzák. A PG–15V rakéta-póthajtású, szárnystabilizált gránát. 1974-ben rendszeresítették az élőerő ellen alkalmazható OG–15V repeszgránátot. A toronyban, a jobb oldalon körbefutó konvejoron 40 db gránát helyezhető el. Az ágyú félautomata elektromechanikus töltőberendezéssel rendelkezik. A töltőberendezést a PG–15V páncéltörő gránátokhoz alakították ki, a más felépítésű OG–15V repeszgránátok csak kézzel tölthetők az ágyúba. PG–15V gránáttal az ágyú célzott lőtávolsága 1300 m, a gyakorlati tűzgyorsaság 8–10 lövés/perc.

### Géppuska
A 7,62 mm-es PK géppuska harcjárműbe építhető változatát, a PKT géppuskát a torony jobb oldalán, a zártömbhöz rögzítve építették be. A zár felhúzása kézi erővel történik, az elsütőszerkezete elektromechanikus. A géppuskához rendszeresített rakasz 2000 db-os.

### Irányított páncéltörő rakéta

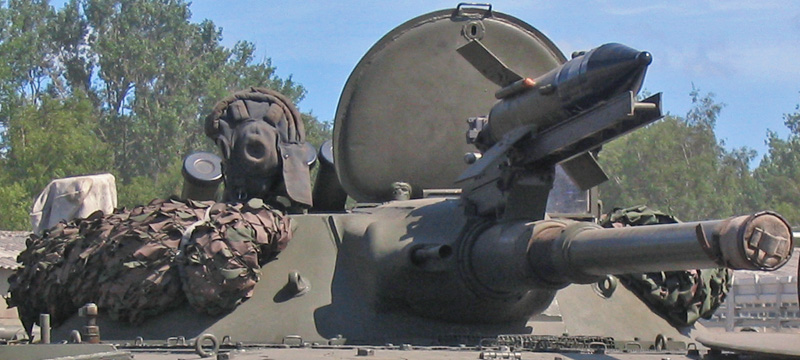
Csehszlovák gyártású BPzV tornya. Középen a 73 mm-es ágyú, mellette balra a géppuska, az ágyú fölött egy 9M14M Maljutka irányított páncéltörő rakéta.

A 2A28 ágyú hatásos lőtávolságánál távolabbi páncélozott célok ellen az 500–3000 m között alkalmazható 9M14 Maljutka irányított páncéltörő rakétarendszer alkalmazható. A rendszer a 9M14M rakétából és a indítósínből, valamint az irányzó és vezérlőrendszerből áll. Az irányzórendszerét a BMP–1 irányzóberendezésébe integrálták. A BMP–1 küzdőterében 4 db, indítósínre szerelt, behajtott stabilizátorú rakéta tárolható. A rakétát a lövegcső fölött kialakított, belülről nyitható fedéllel ellátott nyíláson keresztül lehet a lövegpajzson lévő csatlakozóba tolni. A rakétát az irányzó, az ülése alól felhajtható konzolon lévő botkormánnyal irányítja, és az irányzótávcsövön keresztül kíséri figyelemmel a röppályáját.
A harcjármű P jelű változatára a 9M111 Fagot páncéltörő rakétarendszert telepítették.

### További fegyverzet
A járművek egy része AG–17 Plamja automata gránátvetőt kapott. Ezt a torony bal oldalára építették. A gránátvető lőtávolsága az emelkedési szöggel szabályozható, csöve a toronyból belülről mozgatható. A gránátvetővel felszerelt harcjárművek gyártmányjelzése 765Szp8.
A deszanttérben a lövészek számára további fegyverek és lőszerek tárolhatók. 2040 db géppuskatöltény, 2 db 9M32 Sztrela–2 kézi indítású légvédelmi rakéta, 5 db RPG–7 kézi páncéltörő gránátvetőhöz rendszeresített PG–7V páncéltörő gránát, 10 db kézigránát és jelzőpisztoly (12 db jelzőrakétával) tárolására van hely.

## Alkalmazása
Harci alkalmazása:
- 1973 – Jom kippuri háború
- 1975–2000 – Angolai polgárháború

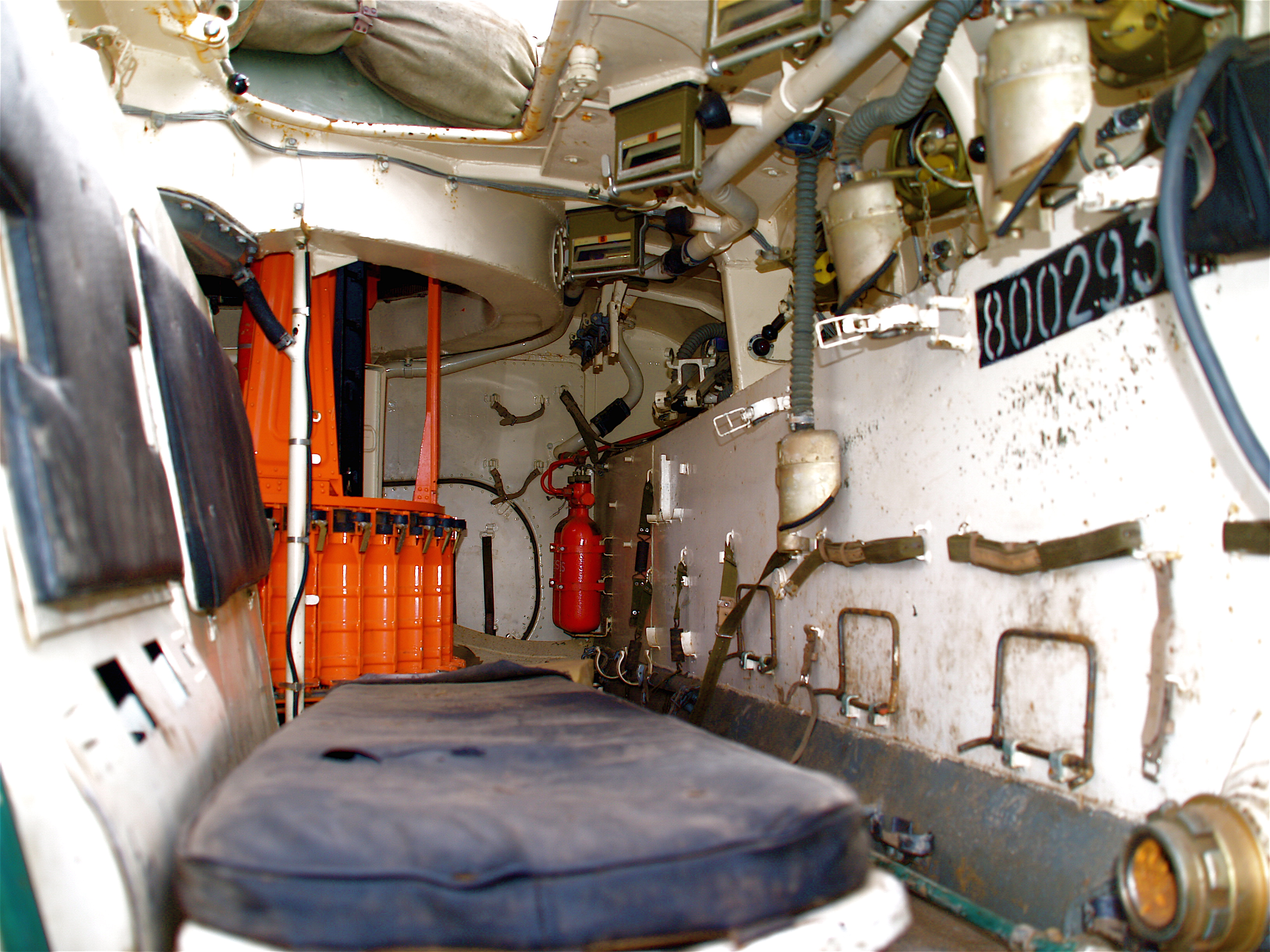
A jobb oldali deszanttér. Előtérben a lövészek ülése, középen a torony a lőszertároló konvejorral (piros színnel), hátul a motortér fala látható.

- 1979–1988 – Az Afganisztán elleni szovjet invázió.
- 1980–1988 – irak–iráni háború
- 1990–1991 – Öbölháború
- 1991–2001 – A jugoszláv konfliktus
- 1994–1996 – Az első csecsen háború
- 1999- – A második csecsen háború
- 2001- – Az Afganisztán elleni amerikai invázió
- 2003- – Az Irak elleni amerikai invázió
- 2014 – Orosz–ukrán háború

Lengyelországban a BMP–1-t BWP–1, a BRM–1-t BWR–1S, a BRM–1K-t BWR–1K típusjellel rendszeresítették.

## Típusváltozatok

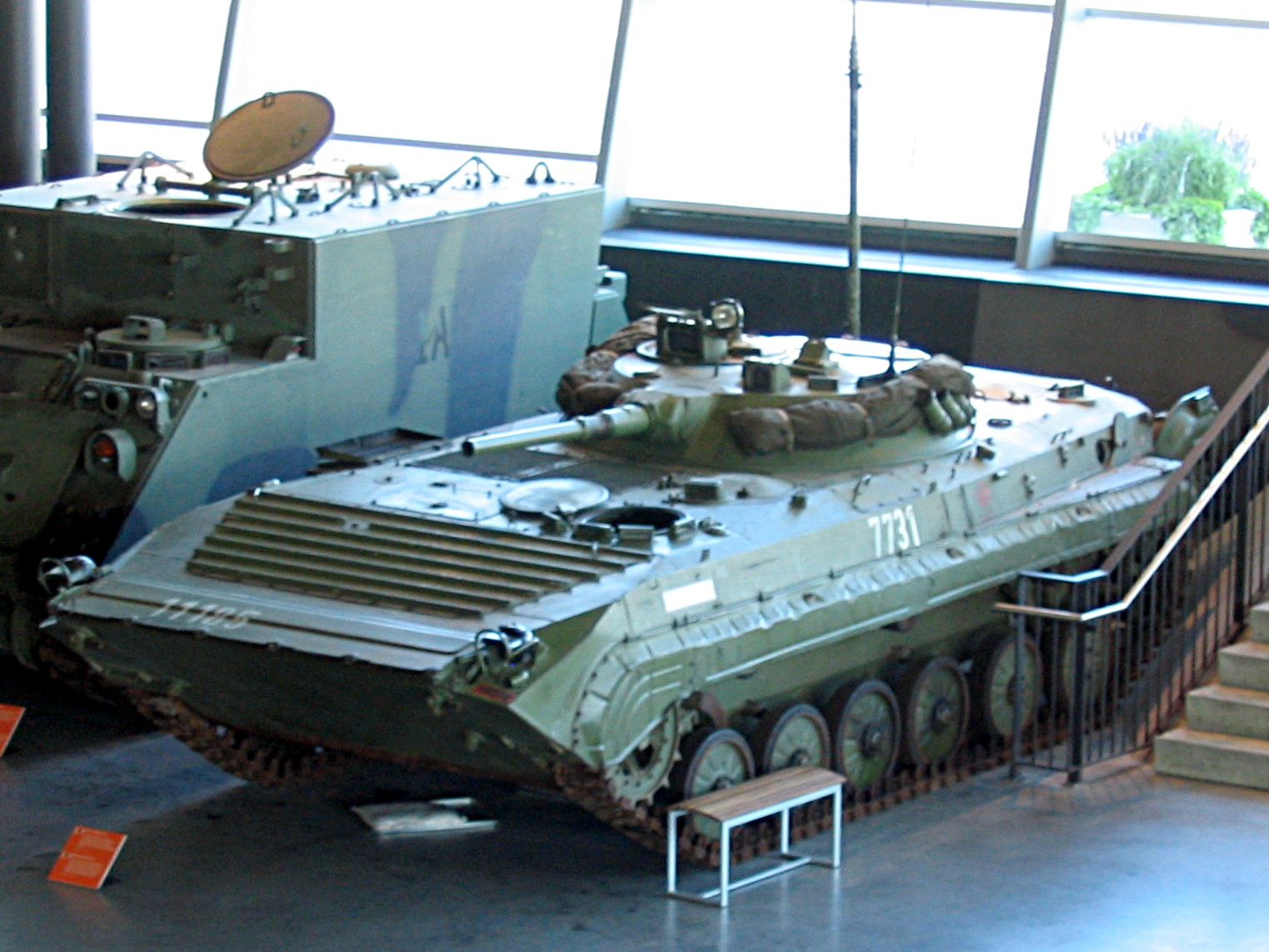
A BRM–1 felderítő változat. Megfigyelhető az alapváltozattól eltérő jóval nagyobb torony.

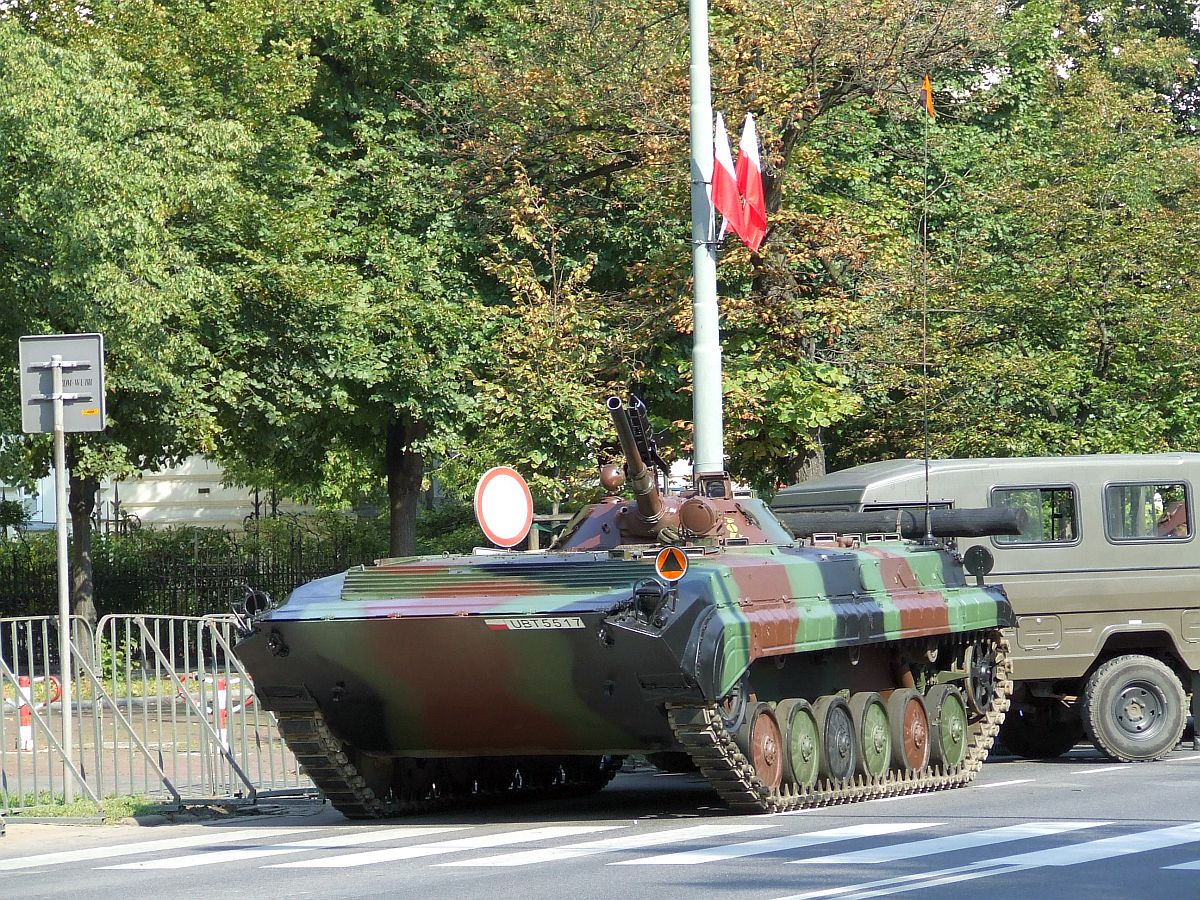
BWP–1 lengyel harcjármű

- BMP–1 – Az alapváltozat 73 mm-es 2A28 Grom ágyúval.
- BRM–1 vagy BMP–R – Felderítő változat nagyobb méretű toronnyal, kisebb deszanttérrel. Az alapváltozathoz képes a jármű fegyverzetéből elhagyták a páncéltörő rakétát.
- BRM–1K – Parancsnoki, felderítő változat, PSZNR–5 felderítő radarberendezéssel. Minden felderítő századhoz egy ilyen tartozik. Az ágyú nem rendelkezik töltőgéppel, a lőszerek az alapváltozattól eltérően nem a torony körül, hanem a torony jobb oldalán, kissé hátul helyezkednek el.
- BMP KSZM – Ezred, vagy dandár szinten használt parancsnoki változat.
- BMP–1P – 9M111 Fagot páncéltörő rakétával felfegyverzett változat.
- BMP–1PK – A BMP–1P parancsnoki változata.
- PRP–3 – Tüzérségi felderítő harcjármű. Minden tüzér zászlóaljhoz egy ilyen tartozik.
- PRP–4 – Tüzérségi felderítő jármű, a PRP–3 továbbfejlesztett változata.

### Licenc-változatok
- MLI–84 – Romániában gyártott, jelentősen módosított licenc-változat.
- BVP–1 – Csehszlovákiában licenc alapján gyártott változat. Nagyrészt megegyezik az eredeti szovjet BMP–1-gyel.
- BVP–1K – A BVP–1 parancsnoki változata.
- BVP–1M – A csehszlovák BVP–1 Szlovákiában modernizált és gyártott változata.
- BVP–1MA – Csehországban modernizált és gyártott, német Kuka E8 löveggel és 30mm-es Bushmaster II gépágyúval felszerelt BPV–1.
- BPzV Svatava – Csehszlovák gyártmányú felderítő változat.
- AMB–S – Csehszlovák gyártmányú mentő változat.
- SVO – Csehszlovákiában gyártott aknamentesítő változat.
- VPV – Csehszlovák műszaki mentő jármű.
- OT–90 – Csehszlovák gyártmányú, nem úszóképes változat BTR-toronnyal felszerelve.
- OT–90M1/M2/M3 – Az OT-90-es Csehországban modernizált változata, mely már úszóképes.
- OT–90M – Az OT–90-es Szlovákiában modernizált, úszóképes változata.
- DTP–90 – Az OT–90-es műszaki mentő változata.
- DP–90 – Az OT–90-es tüzérségi bemérő változata.
- MU–90 – Az OT–90-es aknarakó változata.
- VP–90 – Az OT–90-es parancsnoki változata.

### A BMP–1-en alapuló egyéb harcjárművek
- ShM–120 PRAM – Csehszlovákiában kifejlesztett, 120 mm-es aknavetővel felszerelt változat.
- M–80 – A BMP–1 Jugoszláviában, AMX–10P és BMP–2 részegységeinek felhasználásával modernizált változata. A jugoszláv utódállamok hadseregeiben áll hadrendben.
- 86-os típus (Type 86) – A BMP–1-en alapuló kínai harcjármű. WZ–501 néven is ismert.
- Boragh – A kínai WZ–501 iráni változata.
- Sarath – A BMP–1 indiai verziója.